# Довжик, Михаил Егорович
Михаил Егорович Довжик (19 сентября 1928 года, Шелюги, Акимовский район, Запорожская область, Украинская ССР, СССР — 13 декабря 1998 года, Шуйское, Акмолинская область, Казахстан) — первоцелинник, механизатор, Герой Социалистического Труда (1972). Депутат Верховного Совета СССР 6 созыва. Депутат Верховного Совета Казахской ССР.

## Биография
Родился в 1928 году в селе Шелюги Акимовского района Запорожской области, Украинская ССР.
С 1943 года трудился трактористом в селе Шелюги.
С 1950 года по 1952 год служил в армии.
С 1952 года работал помощником бригадира тракторной бригады Ефремовской МТС Запорожской области. В 1954 году по комсомольской путёвке отправился на освоение целины в Казахскую ССР, где стал работать бригадиром комсомольской бригады в совхозе «Ярославский» Есильского района Тургайской области. В 1956 году вступил в КПСС. В 1961 году был удостоен звания «Заслуженный мастер социалистического земледелия Казасхской ССР». В 1966 году был назначен заведующим отделения № 1 совхоза «Ярославский». С 1967 года работал бригадиром тракторной бригады совхоза «Шуйский» Атбасарского района Целиноградской области.
В 1971 году тракторная бригада, которой руководил Михаил Довжик, взяла социалистическое обязательство получить во втором году пятилетки по 13,6 центнера зерновых с каждого гектара и повысить урожайность за время пятилетки на 3,6 центнеров с каждого гектара. В 1972 году тракторная бригада собрала по 20 центнеров зерновых с каждого гектара. В этом же году был удостоен звания Героя Социалистического Труда «за большие успехи, достигнутые в увеличении производства и продажи государству зерна, сахарной свеклы, хлопка, других продуктов земледелия, и проявленную трудовую доблесть на уборке урожая».
В 1975 году удостоился Государственной премии Казахской ССР. Избирался депутатом Верховного Совета СССР 6 созыва и Верховного Совета Казахской ССР. Был членом ЦК Компартии Казахской ССР. Был делегатом XXII съезда КПСС.
Проживал в селе Шуйское, где скончался 13 декабря 1998 года.

## Сочинения
Написал несколько сочинений:
- «Разбуженная степь»;
- «Птицы улетают одни»;
- «Вровень с веком»;
- «Слово к молодёжи».

## Награды
- Герой Социалистического Труда — указом Президиума Верховного Совета СССР от 13 декабря 1972 года;
- Орден Ленина (1972);
- Государственная премия Казахской ССР за применение передовых технологий и прогрессивных методов труда в растениеводстве (1975);
- Орден Трудового Красного Знамени;
- Орден Октябрьской Революции;
- Орден Дружбы народов;
- Медаль «За трудовую доблесть»;
- Медаль «За освоение целинных земель».